# Euphorbia indistincta
Euphorbia indistincta är en törelväxtart som beskrevs av Paul Irwin Forster. Euphorbia indistincta ingår i släktet törlar, och familjen törelväxter.
Artens utbredningsområde är Papua Nya Guinea. Inga underarter finns listade i Catalogue of Life.